# ARGOS
ARGOS centre for audiovisual arts is een Belgisch centrum voor hedendaagse audiovisuele kunst en media in de Kaaienwijk van Brussel. De organisatie zet zich in op de studie, productie en ontwikkeling van audiovisuele kunsten, alsook de distributie, het behoud en de restauratie ervan. Het ARGOS-gebouw bevindt zich op Werfstraat 13, 1000 Brussel.

## Programma
ARGOS organiseert tentoonstellingen, screenings en workshops, distribueert audiovisuele werken en bouwt, beheert en ontsluit een collectie van kunstenaarsfilms en -video's. De focus van de organisatie ligt op het audiovisuele als een invloedrijke manier om op meer open wijze de wereld te benaderen. Ieder jaar vinden meerdere tentoonstellingen plaats in de twee grote ruimtes van het gebouw. Daarnaast beschikt het centrum over een boekenwinkel, een bar en een projectiezaal. In de mediatheek kunnen alle films uit de collectie gratis geraadpleegd worden.
In het voorjaar van 2021 presenteert ARGOS Activating Captions. Deze is een online platform dat captioning als een unieke artistieke expressievorm behandelt. Het project omvat kunstenaarsvideo's en teksten in opdracht. Een site-specifieke interventie door kunstenaar Shannon Finnegan op de gevel van het ARGOS-gebouw vormt het fysiek aspect van de tentoonstelling.
Tijdens het najaar van 2020 presenteerde ARGOS If UR Reading This It's 2 Late, Vol. 3, de eerste omvangrijke solotentoonstelling van de Amerikaanse kunstenaar Tony Cokes in België.
Op 3 december 2019 lanceerde ARGOS het open online platform PAM in samenwerking met aifoon, Art Cinema OFFoff, Auguste Orts, Beursschouwburg, Centre Vidéo de Bruxelles-CVB, Centre de l’Audiovisuel à Bruxelles-CBA, Cinemamaximiliaan, Constant, Contour, Courtisane, Elephy, Escautville, GLUON, Graphoui, Imagerie, iMAL, Jubilee, Lab-au, LABObxl, Messidor, Out of Sight, Overtoon, Qo2, SIC, STUK en Werktank, met steun van Kunstenpunt. PAM, ofwel het Platform voor Audiovisuele en Mediakunsten, bestaat uit organisaties en werkplaatsen voor kunstenaarsfilm, geluidskunst en mediakunst. Tijdens de meetings kunnen kunstenaars, curatoren, producers en organisaties uit die disciplines in gesprek gaan en elkaar vragen stellen.

## Historiek
De organisatie werd opgericht in 1989 met als doelstelling het stimuleren en promoten van audiovisuele kunst. Het organiseerde voornamelijk filmvertoningen in Belgische cultuurcentra, maar verspreidde ook video’s naar festivals, kunstinstellingen en televisienetwerken op internationaal niveau. In 1990 werden er in Antwerpen, Brussel en Leuven festivals georganiseerd rond de films en video's van Jean-Luc Godard. In 1996 wordt het galerijcomplex Kanal 20 aan het kanaal in Brussel in gebruik genomen, waar ARGOS voor het eerst zelf video- en multimedia-installaties vertoont. De eerste presentatie daar was Eclipse van de Antwerpse Anne-Mie van Kerckhoven. Drie jaar later verhuist de organisatie naar het eerste verdiep van een voormalig warenhuis aan het Saincteletteplein.
In 1997 vonden de ‘Argos Information Days’ plaats, een jaarlijks overzicht van Belgische kunstenaarsfilms en -video’s. In 2001 werd dit geïncorporeerd in het nieuwe Argosfestival als ‘Belgian Focus’ sectie. Het festival stopte in 2005, maar de organisatie besloot om het programma over het jaar te verspreiden in plaats van over een kleine periode.

## Structuur
In 2018 werd Niels Van Tomme directeur van ARGOS. Daarvoor was het centrum onder het bestuur van Rolf Quaghebeur (2011-2018), Paul Willemsen (1996-2012), Katerina Gregos (2006-2007) en oprichters Frie Depraetere (1989-2013) en Koen Van Daele (1989-1993). De voorzitter van het centrum is Johan Blomme en de curator is Andrea Cinel.